# 古賀俊太郎
古賀 俊太郎（こが しゅんたろう、1998年8月27日 - ）は、東京都西東京市出身のサッカー選手。ポジションはミッドフィールダー（MF）。Jリーグ・AC長野パルセイロ所属。

## 来歴
2002 FIFAワールドカップのために来日したデビッド・ベッカムの影響で幼稚園からサッカーを始める。中学の時に東京ヴェルディのジュニアユースに進み、中学3年夏のユース昇格の面談の際に海外志望を伝えたところ、ヴェルディのフロントからエージェントを紹介してもらい、そのエージェント経由で当時チャンピオンシップ所属だったレスター・シティFCのユースの練習に3週間参加。その後正式オファーをもらい、単身渡英してレスターのユースへ加わる。
レスターユースでは背番号10を背負い、16歳の時にエールディヴィジ・PECズヴォレからの練習参加オファーを受け、U-19チームでプレー。ズヴォレとは18歳になるのを待ってプロ契約を結ぶ予定であったが、2017年にオランダ市場で最低年俸ルールが復活したこともありプロ契約が困難となったことでチームを離れることになり、ベルギー2部・サークル・ブルッヘなどでのテストを経て、2018年2月にベルギー2部・ロイヤル・ユニオン・サン＝ジロワーズ（サン・ジロワ）とプロ契約する。しかし、サン・ジロワで出場機会が得られず、1年で退団。2019年1月には横浜F・マリノスのキャンプに練習参加するが契約に至らず、その年はラトビア・FKアウダでプレーする。
2020年シーズン前にレノファ山口FCのタイキャンプに参加し、日本へ帰国後、正式入団が発表された。日本では中学卒業以来6年ぶりのプレーとなったが、1試合の出場にとどまり、同年シーズン終了後の契約満了による退団が発表された。
2021年、FC刈谷へ完全移籍が発表されたが、同年オフに退団した。
その後、キャロライン・スプリング・ジョージクロスFCでのプレーを経て、2022年7月15日にY.S.C.C.横浜への加入が発表された。
2024年、AC長野パルセイロへ完全移籍加入。

## 所属クラブ
- クリストロアSC
- FCトッカーノ
- 東京ヴェルディジュニアユース
- 2014年 - 2015年  レスター・シティFCユース
- 2015年 - 2017年  PECズヴォレU-19
- 2018年  ロイヤル・ユニオン・サン＝ジロワーズ
- 2019年  FKアウダ（英語版）
- 2020年  レノファ山口FC
- 2021年  FC刈谷
- 2022年  キャロライン・スプリング・ジョージクロスFC（英語版）
- 2022年7月 - 2023年  Y.S.C.C.横浜
- 2024年 -  AC長野パルセイロ

## 個人成績
| 国内大会個人成績 | 国内大会個人成績 | 国内大会個人成績 | 国内大会個人成績 | 国内大会個人成績 | 国内大会個人成績 | 国内大会個人成績 | 国内大会個人成績 | 国内大会個人成績 | 国内大会個人成績 | 国内大会個人成績 | 国内大会個人成績 |
| 年度             | クラブ           | 背番号           | リーグ           | リーグ戦         | リーグ戦         | リーグ杯         | リーグ杯         | オープン杯       | オープン杯       | 期間通算         | 期間通算         |
| 年度             | クラブ           | 背番号           | リーグ           | 出場             | 得点             | 出場             | 得点             | 出場             | 得点             | 出場             | 得点             |
| 日本             | 日本             | 日本             | 日本             | リーグ戦         | リーグ戦         | リーグ杯         | リーグ杯         | 天皇杯           | 天皇杯           | 期間通算         | 期間通算         |
| ---------------- | ---------------- | ---------------- | ---------------- | ---------------- | ---------------- | ---------------- | ---------------- | ---------------- | ---------------- | ---------------- | ---------------- |
| 2020             | 山口             | 21               | J2               | 1                | 0                | -                | -                | -                | -                | 1                | 0                |
| 2021             | 刈谷             | 17               | JFL              | 26               | 2                | -                | -                | 1                | 0                | 27               | 2                |
| 2022             | YS横浜           | 46               | J3               | 18               | 1                | -                | -                | -                | -                | 18               | 1                |
| 2023             | YS横浜           | 46               | J3               | 34               | 2                | -                | -                | -                | -                | 34               | 2                |
| 2024             | 長野             | 46               | J3               | 23               | 0                | 2                | 0                | 1                | 0                | 26               | 0                |
| 2025             | 長野             | 46               | J3               |                  |                  |                  |                  |                  |                  |                  |                  |
| 通算             | 日本             | 日本             | J2               | 1                | 0                | -                | -                | -                | -                | 1                | 0                |
| 通算             | 日本             | 日本             | J3               | 75               | 3                | 2                | 0                | 1                | 0                | 78               | 3                |
| 通算             | 日本             | 日本             | JFL              | 26               | 2                | -                | -                | 1                | 0                | 27               | 2                |
| 総通算           | 総通算           | 総通算           | 総通算           | 102              | 5                | 2                | 0                | 2                | 0                | 106              | 5                |

その他公式戦
- 2021年
  - JFL・地域リーグ入れ替え戦 1試合0点

出場歴
- Jリーグ初出場 - 2020年11月25日 J2第36節 vs ジェフユナイテッド千葉（維新みらいふスタジアム）
- Jリーグ初得点 - 2022年11月6日 J3第32節 vs ヴァンラーレ八戸（プライフーズスタジアム）